# Автомагістраль AP-4 (Іспанія)
Автомагістраль AP-4 (також називається Autopista AP-4 або Autopista del Sur) — це іспанський автомагістральний маршрут, який починається в Севільї та закінчується в Кадісі. Його загальна довжина 123,80 км.

## Історія
Спочатку дорога не мала достатнього попиту для будівництва шосе. У 1968 році було запропоновано побудувати контейнерний порт у Кадісі, і було задумано, що необхідно розширити автомобільне сполучення з Севільєю, що призвело до концесії. Праця відзначена урядовою премією в 1969 р. У 1972 році вона була повністю відкрита, будучи першою платною автострадою, побудованою на півдні Іспанії. Її виконала компанія Dragados Construcciones, хоча добро на роботу дав уряд. Спочатку було 3 пункта зборів: Лас-Кабесас, Херес і Пуенте-Карранса, які коштували весь маршрут 50 песет. Середньодобова інтенсивність транспортних засобів у 1972 році становила 2500 транспортних засобів.

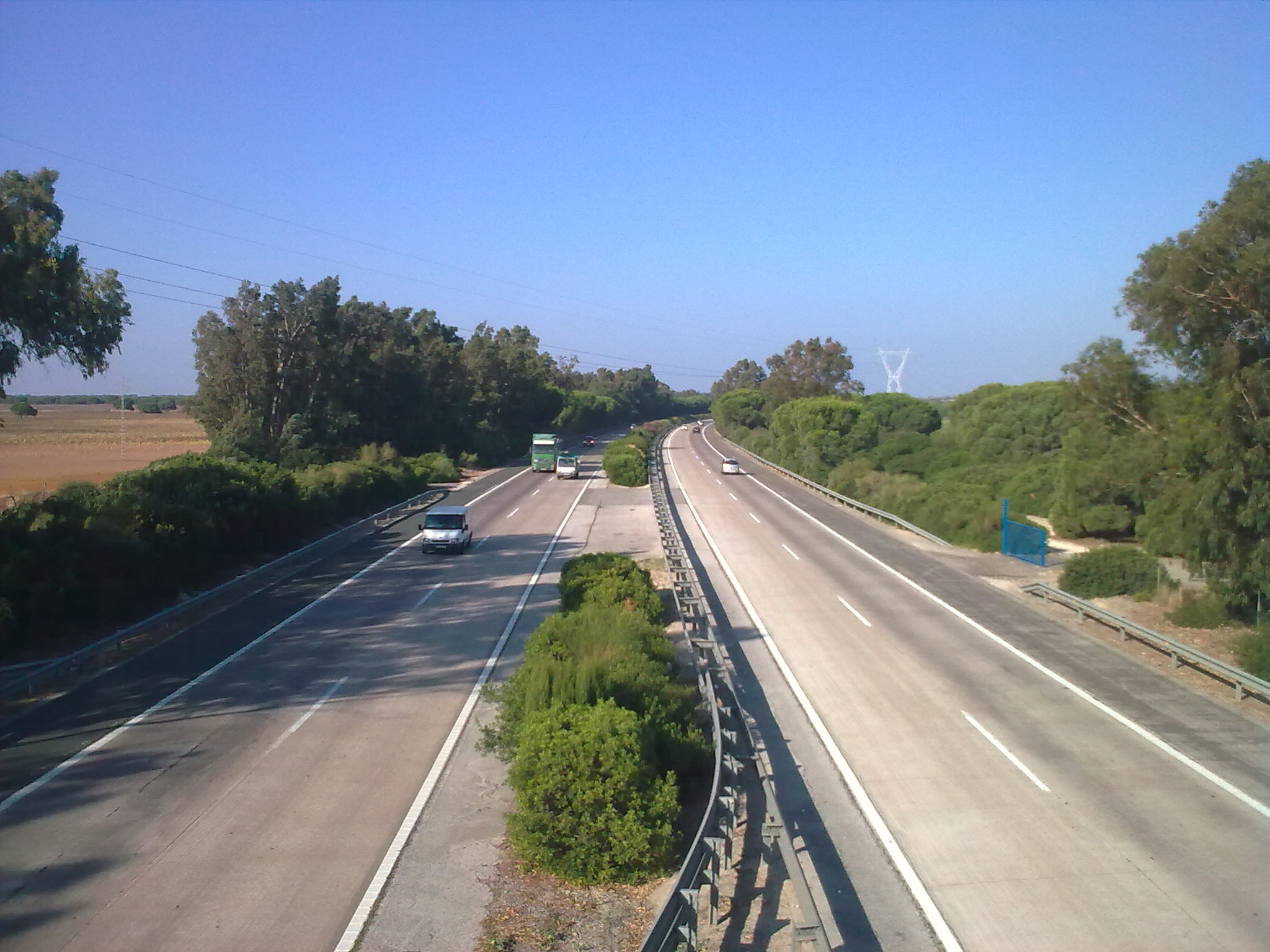
AP-4 біля Пуерто-Реаль. Покриття на цій ділянці було бетонним, оновлено у 2015 році.

З 1986 року компанія-концесіонер Aumar (наразі частина групи Abertis), утворена шляхом злиття концесіонерів AP-7 (Autopistas Mare Nostrum) і концесіонера AP-4 (Bética de Autopistas), і підтримує концесію до 31 грудня 2019 р. Плата за проїзд між Херес-де-ла-Фронтераа та Кадісом була скасована в 2005 р., як частина плану MASCERCA Junta de Andalucía|Хунти де Андалусія, таким чином гарантуючи безкоштовний маршрут між Кадісом і Альхесірасом, як альтернативу N-340.
1 січня 2020 року державна концесія закінчилася, і уряд під головуванням Педро Санчеса з Іспанської соціалістичної робітничої партії вирішив не продовжувати її та включити її до мережі державних автомобільних доріг, тому вона перестала бути платною по всьому маршруту. 